# 大庙乡 (竹山县)
大庙乡，是中华人民共和国湖北省十堰市竹山县下辖的一个乡镇级行政单位。

## 行政区划
大庙乡下辖以下地区：
大庙村、全胜村、鲍家河村、里泗沟村、黄兴村、马河村、铁炉沟村、黄土梁村、鲁家坝村、四庄坪村、万兴村和大营盘村。